# Halophila tricostata
Halophila tricostata là một loài thực vật có hoa trong họ Hydrocharitaceae. Loài này được M.Greenway mô tả khoa học đầu tiên năm 1979.